# 大犬座VY
大犬座VY（VY Canis Majoris，VY CMa）是一顆位於大犬座的紅超巨星或紅特超巨星，距離地球3900光年，視星等7.95。據推測，其質量約為30～40倍太陽質量，半徑約有1,420倍太陽半徑。大犬座VY不僅巨大，光度也有太陽的50萬倍之多，是光度最高的恆星之一，因此也被歸為特超巨星。它和其他大部分出現在聯星或多重星系統中的特超巨星不同的是，它是單一恆星。大犬座VY同時也是變光週期約2000日的半規則變星。平均密度是5到10mg/m3。
如果將大犬座VY放在太陽系中心，它的表面位置將會在土星軌道之外；不過也有天文學家認為該恆星半徑應是小得多，大約600倍的太陽半徑，在火星軌道之外。

## 發現與恆星性質
大犬座VY首次觀測紀錄是1801年3月7日法國天文學家熱羅姆·拉朗德將它以一顆視星等7等恆星記錄在他的星表中。之後在19世紀研究其光度時認為他的星等在1850年開始下降。
自1847年開始已知大犬座VY是一顆深紅色恆星。19世紀的觀測發現大犬座VY有至少六個明亮的分離區域，因此認為它可能是一個多重星。今日我們知道這些明亮區域其實是大犬座VY周圍雲氣的明亮部分。1957年的光學觀測和1998年的高解析度觀測都確認大犬座VY沒有伴星。
大犬座VY是一顆高光度的M型恆星，表面有效溫度約3000K，在赫羅圖位於右上角，因此它成為超巨星的過程被認為是相當複雜。而它可能原本是O型主序星，質量是30到40M☉。

## 距離量測
恆星距離可以使用地球繞太陽公轉時產生的視差量測。但是大犬座VY的視差過小，且誤差過大而無法使用此法。
1976年查爾斯·拉達（Charles J. Lada）和馬克·里德（Mark J. Reid）在大犬座VY東方15角分處發現一個分子雲。該分子雲的邊緣有一個明亮的環，在環處有明顯的一氧化碳譜線強度大幅下降，且 12
CO 譜線強度上升狀況被觀測到，這兩個狀況可能分別代表分子的破壞和環與分子雲之間有加熱現象。拉達和里德假設分子雲和地球的距離與疏散星團NGC 2362和地球的距離相同，因此星團中的恆星將環中的分子電離了。NGC 2362和地球的距離以顏色－星等圖判定是1500 ± 500秒差距。 
大犬座VY位於環的一角，因此它可能和分子雲有關聯。此外，分子雲的速度非常接近大犬座VY的徑向速度。這近一步顯示大犬座VY和分子雲以及星團NGC 2362相關，這意味著大犬座VY的距離也是1500秒差距。
大型無線電望遠鏡陣列使用VLBI測量方法，可以更精確的測量視差。使用 VLBI 搭配水邁射可以觀測到大犬座VY距離我們1.14+0.11
−0.09千秒差距。使用 VLBI 搭配SiO邁射量到的距離則是1.20+0.13
−0.10千秒差距。 蓋亞任務可以讓我們獲得更精確的資料。

## 體積

從左到右分別是相當於一個畫素大小的太阳、手槍星、黃特超巨星仙后座ρ、参宿四和大犬座VY

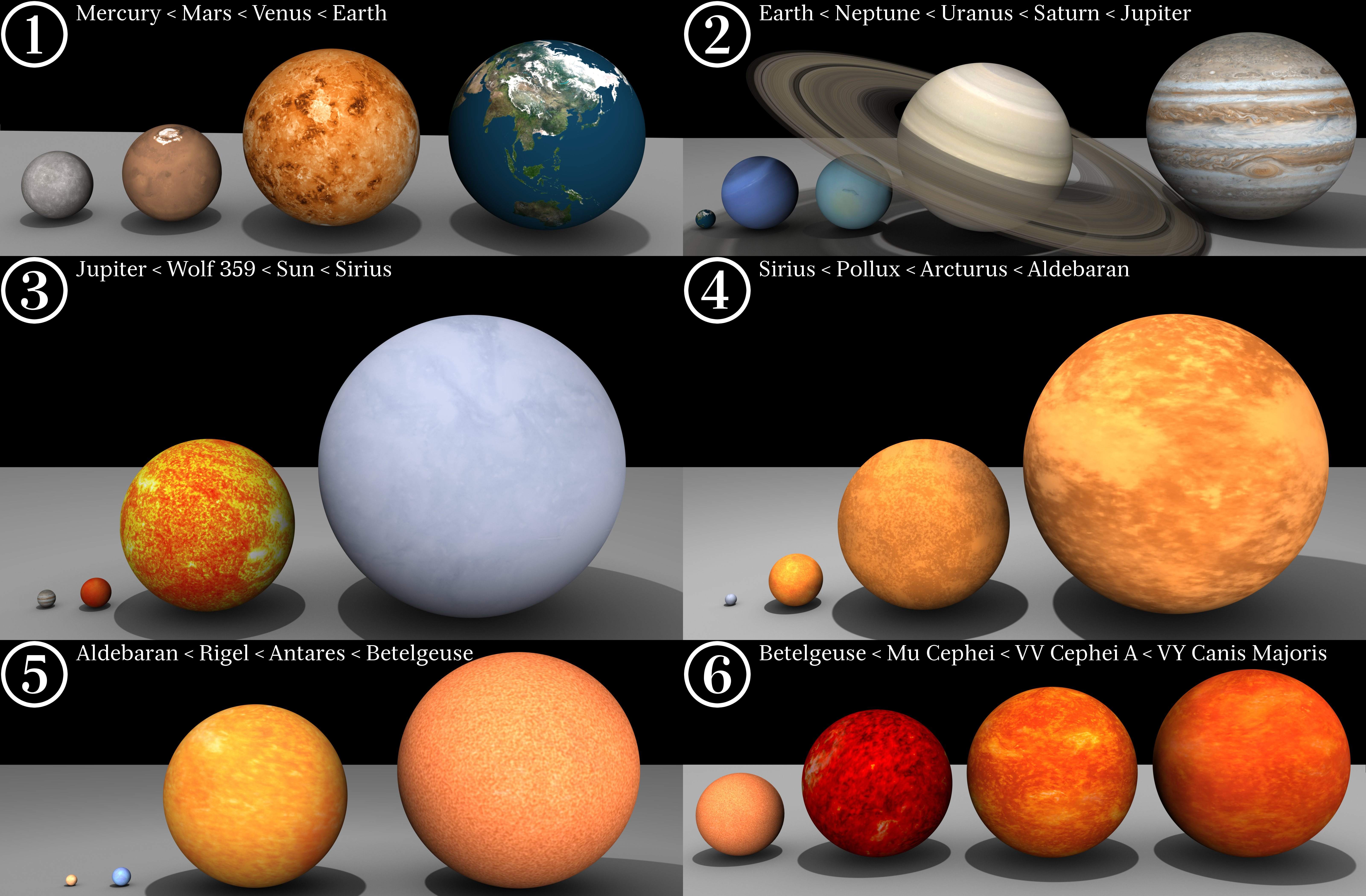
太陽系行星與其他知名恆星的比較，包含大犬座VY

1. 水星 < 火星 < 金星 < 地球 

2. 地球 < 海王星 < 天王星 < 土星 < 木星 

3. 木星 < 沃夫359 < 太陽 < 天狼星 

4. 天狼星 < 北河三 < 大角星 < 畢宿五 

5. 畢宿五 < 參宿七 < 心宿二 < 參宿四

6. 參宿四 < 造父四 < 仙王座VV <大犬座VY

7. 大犬座VY < 盾牌座UY
備註：上述第7點的大犬座VY及大小比較說明: 科學家現今已經發現一顆比大犬座VY更大的恆星，它就是盾牌座UY，這顆恆星是位於盾牌座裡的紅色超巨星，是至今人類已知體積最大的恆星，但目前這個頭銜已被史蒂文森2-18取代。

明尼蘇達大學教授蘿勃塔·韓福瑞（Roberta M. Humphreys）預測大犬座VY CMa 的直徑大約是1800到2100太陽半徑。如果將大犬座VY放在太陽系中心，它的直徑將超過土星軌道（約9天文單位）。假設它的半徑是太陽的2100倍，光繞行它一周的時間要8.5小時，而光繞行太陽一周時間為14.5秒。而它的體積相當於7×1015個地球或平均體積為1.05×1037立方公尺。
如果地球是一個直徑1公分球體，太陽是距離117公尺之外直徑109公分的球體，照以上比例換算大犬座VY預測最大直徑大約是2.3公里。根據最近甚大望遠鏡的觀測結果顯示其直徑大約是1,420± 120倍太陽半徑。

## 光度
2006年蘿勃塔·韓福瑞以大犬座VY的光譜能量分布距離計算它的光度。因為大多數輻射都被恆星周圍雲氣中的塵埃阻擋，韓福瑞的積分計算中把通過整個雲氣的總輻射計算進去，結果是它的光度為4.3×105 L☉。

## 争议

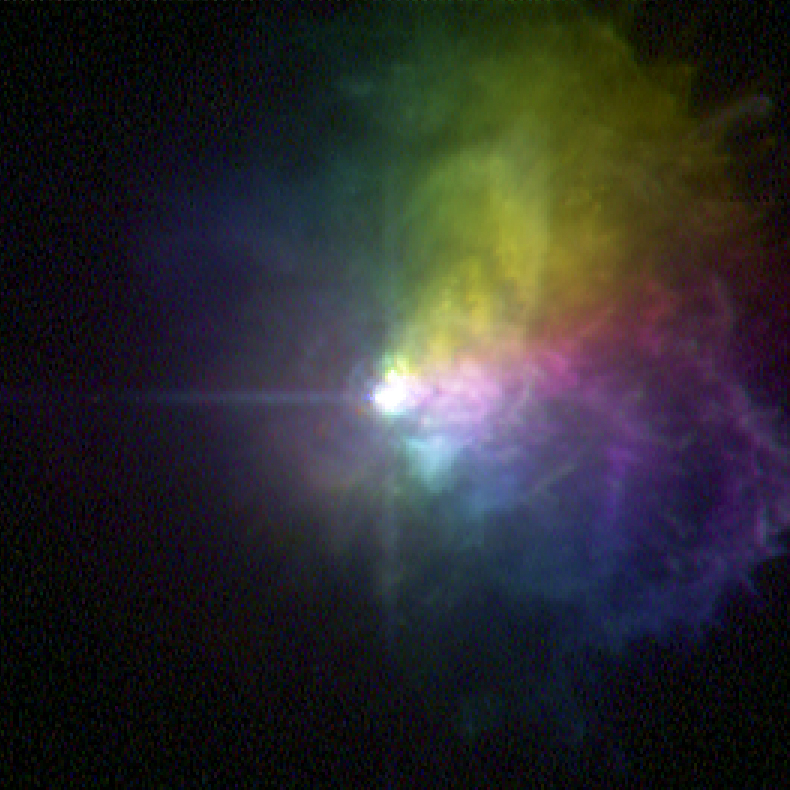
大犬座VY爆發時噴出大量氣體。

天文学界对大犬座VY的大小有很大的争议，一种观点认为，这颗星是一个巨大明亮的红色特超巨星。而另一种观点认为，它只是一个普通的红超巨星，直径只有太阳的600倍。
除了體積以外，大犬座VY的光度也是爭議論點。韓福瑞認為可見光測光是不夠的，因為恆星周圍的塵埃會使可見光波長變長而變成紅外線。
大犬座VY也出現了如何界定這類巨大恆星「表面」（以及半徑）的問題。它的平均密度是0.000005到0.000010 kg/m3，少於地球海平面大氣密度千分之一。因為恆星密度會隨深度變化（進行核融合的核心密度必須極高），因此恆星表面的密度比經由恆星質量和體積計算出的密度（質量除以體積，球體體積是 4/3 * pi * r3，pi 是圓周率，r 是半徑）甚至是地球高層大氣的密度要低。這代表了在技術上確定恆星半徑的兩難狀況。例如像蟹狀星雲這樣的超新星遗迹就有一個極高密度的「核心」（中子星）和周圍廣達11光年的「大氣層」；而太陽的半徑界定從未將日冕計算進去。這裡更大的問題是太陽的日冕溫度和密度都比大犬座VY的「表面」來得高。而至今尚未建立一個恆星噴發層是否屬於恆星半徑範圍的分界線。

## 預期壽命
大犬座VY目前的狀態非常不穩定，並且將相當大量的物質噴發進入周圍的雲氣。天文學家以哈伯太空望遠鏡觀測後預測它將會在之後10萬年內以極超新星結束生命。
理論上極超新星會產生伽玛射线暴，會使星系中部分區域受到破壞，並毀滅附近數光年內的生命；不過目前地球附近並沒有距離近到足以造成威脅的特超巨星。

## 延伸閱讀
- Kastner, Joel H.; Weintraub, David A. . Astronomical Journal. 1998, 115 (4): 1592–1598. Bibcode:1998AJ....115.1592K. doi:10.1086/300297.

## 外部連結
- Astronomers Map a Hypergiant Star's Massive Outbursts（页面存档备份，存于）, HubbleSite NewsCenter, 2007-01-08
- Helton, L. Andrew. Research Topics - VY Canis Majoris, University of Minnesota
- "What is the Biggest Star in the Universe?"（页面存档备份，存于）, Universe Today, 2008-04-06

- Jonathan Amos. . BBC News. 27 November 2009  [30 November 2009]. （原始内容存档于2012-01-05）. The death throes of one of the biggest stars known to science have been spied by Europe's Herschel space telescope.
- American Association of Variable Star Observers（页面存档备份，存于）
- 台北市立天文館：特超巨星的大質量爆發（页面存档备份，存于）
- 哈伯太空望遠鏡與凱克天文台對大犬座VY的觀測（页面存档备份，存于）；上一篇的英文原文